# 5678 DuBridge
5678 DuBridge este un asteroid din centura principală de asteroizi.

## Descriere
5678 DuBridge este un asteroid din centura principală de asteroizi. A fost descoperit pe 1 octombrie 1989 la Observatorul Palomar de Eleanor Francis Helin. Asteroidul prezintă o orbită caracterizată de o semiaxă mare de 2,73 ua, o excentricitate de 0,27 și o înclinație de 34,1° în raport cu ecliptica.